# Jabier Muguruza Ugarte

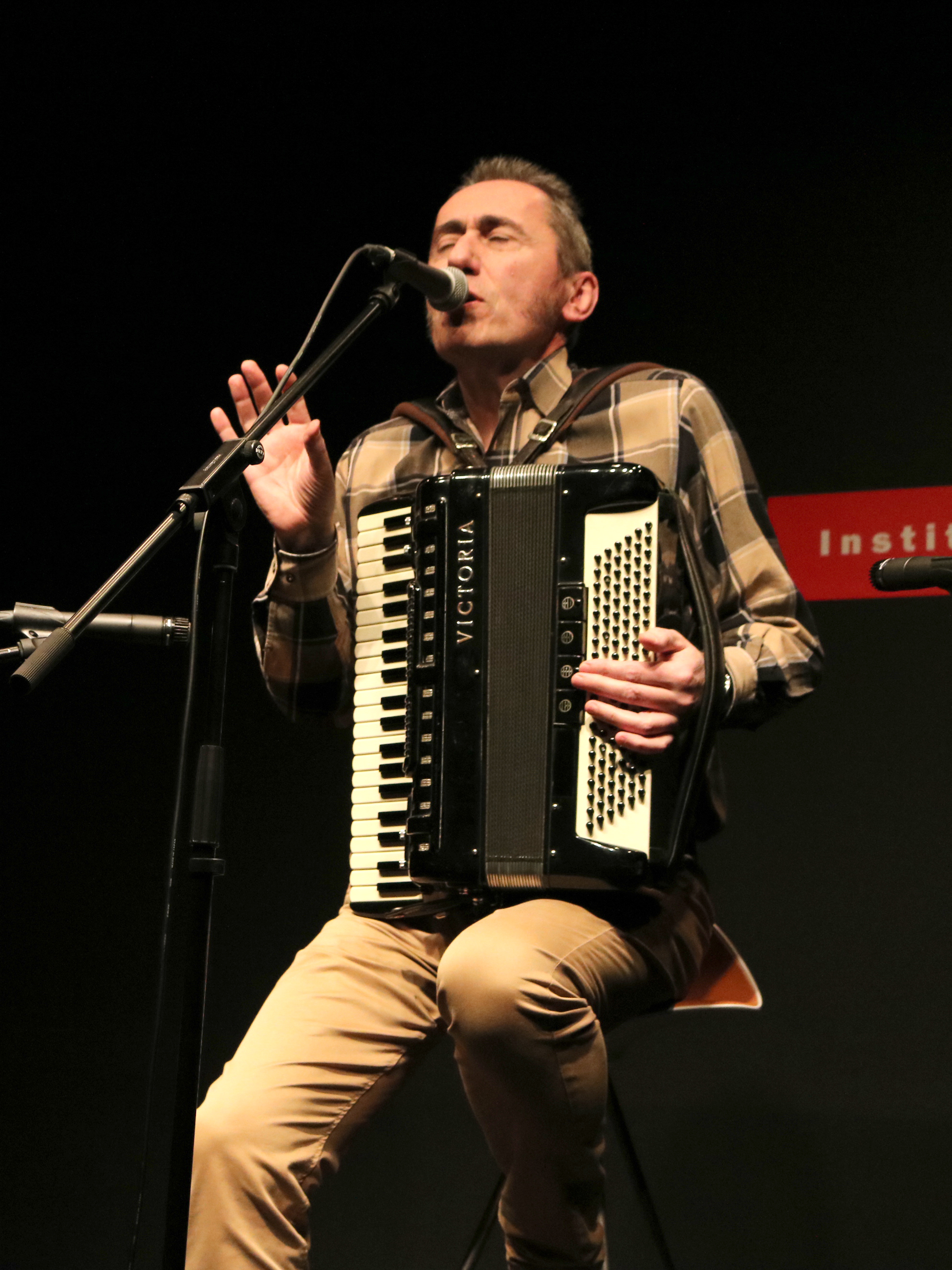
Jabier Muguruza al 2015.

Jabier Muguruza Ugarte (Irun, 1960) és un músic i escriptor basc. És el germà gran dels també músics Fermin i Iñigo Muguruza i, igual que els seus germans, la seva llengua d'expressió, tant musical com a literària, és el basc.
Encara que des dels cinc anys va començar a tocar l'acordió, la seva carrera musical va començar el 1989, sensu stricto, en gravar el seu primer disc "Ja, ja", un treball destinat al públic infantil. El 1990 va fundar el grup de pop-jazz Les Mecaniciens, amb els quals va publicar tres àlbums. El 1993 el grup es dissol, però Jabier comença llavors la seva carrera com a cantautor, amb una música amb tocs de rock, pop i jazz. El 1996, i de manera paral·lela a la seva faceta de cantautor, forma al costat de Sergio Ordóñez i el seu germà Iñigo el grup Joxe Ripiau, amb els quals va publicar quatre àlbums fins a la seva dissolució el 2000. Al llarg de la seva carrera en solitari ha publicat un total de vuit àlbums, molts d'ells aclamats per la crítica musical.
La seva carrera literària va començar a principis dels 90, fundant el grup literari Emak Bakia al costat de Bernardo Atxaga, Ruper Ordorika i Jose Mari Iturralde, entre d'altres. El 1994 va publicar Sei lagun, sei sekretu, el seu primer llibre de literatura infantil. Van seguir altres quatre llibres infantils i dos per a adults.

## Discografia

### Amb Les Mecaniciens
- Erabakia (Elkar, 1991)
- Ia Xoragarria (Elkar, 1992)
- Euskadi jende gutxi (Esan Ozenki, 1993)

### Amb Joxe Ripiau
- Positive Bomb (Esan Ozenki, 1996)
- Karpe Diem (Esan Ozenki, 1997)
- Paradisu Zinema (Esan Ozenki, 1998)
- Bizitza Trist eta Ederra (Esan Ozenki, 2000)

### En solitari
- Ja, ja (IZ, 1989) (Interpretat per veus infantils, i usualment exclòs de la llista)
- Boza barruan (Elkar, 1994)
- Kitarra bat nintzen (Elkar, 1996)
- Aise (Elkar, 1997)
- Fiordoan (Esan Ozenki, 1999)
- Hain maca zaude (Metak, 2001)
- Enegarren postala (Resistència, 2003)
- Liverpool-Guernica (Hirusta Records, 2004)
- Abenduak 29 (Resistència, 2005)
- Konplizeak (Elkar, 2007)
- Taxirik ez (Resistència, 2009)
- Bikote bat (Resistència, 2011). En col·laboració amb Mikel Azpiroz
- Beste hogei (Resistència, 2013). En col·laboració amb Mikel Azpiroz

## Obra literària
- Sei lagun, sei sekretu (Igela, 1994)
- Gabon Guanito (Igela, 1995)
- Bizitza pusketak (Erein, 1996)
- Laura kanpoan dona (Erein, 1999)
- Sebas lehiotik begira (Igela, 2001)
- Zubi misteriotsuan (2001)